# Santi Vitale, Valeria, Gervasio e Protasio (titre cardinalice)
Le titre cardinalice de Santi Vitale, Valeria, Gervasio e Protasio (Saints Vital, Valérie, Gervais et Protais) a été rétabli en 1880 par le pape Léon XIII, et correspondant au titre antique de Vestinae, institué sous le pontificat du pape Innocent Ier au Ve siècle grâce à la générosité d'une riche romaine nommée Vestina.
Lors du synode de Rome de 595, il est enregistré sous le nom de San Vitale. Selon le catalogue de Pietro Mallio établi durant le pontificat d'Alexandre III, le titre était rattaché à la basilique Sainte-Marie-Majeure.
L'église étant en ruine, le titre est supprimé par le pape Clément III avant d'être rétabli plus de trois siècles plus tard.

## Titulaires
- Gennaro Celio (494–?)
- Giovanni (590–?)
- Cristoforo (761–?)
- Adriano (853–?)
- Conone (ou Conon, ou Curion) (1061–1099)
- Ugo (1099–vers 1122)
- Ugo Lectifredo (ou Godoffredo Lictifredo) (1123–1140)
- Tommaso (1140–1153)
- Teodino degli Atti (1164–1179)
- Gregorio Crescenzi (1201–vers 1208)
- Giovanni Castrocoeli (1294–1295)
- Pierre de La Chapelle-Taillefert (1305–1306)
- Jacques d'Euse (1312–1313), élu pape sous le nom de Jean XXII
- Bertrand Augier de la Tour (1320–1323)
- Jean-Raymond de Comminges (1327–1331)
- Élie de Nabinal (1342–1348)
- Nicola Capocci (1350–1361)
- Guillaume de Chanac (1371–1383)
- Jean de Murol (1385–1399), pseudo-cardinal de l'antipape Clémente VII
- Pierre de Schaumberg (1440–1469)
- Vacance (1469–1473)
- Ausias Despuig (ou Ausias de Podio, ou del Puch) (1473–1477)
- Cristoforo della Rovere (1477–1478)
- Domenico della Rovere (1478–1479)
- Ferry de Clugny (1480–1482)
- Juan Margarit i Pau (1483–1484)
- Vacance (1484–1489)
- Giovanni de' Conti (1489–1493)
- Raymund Pérault, diacre pro illa vice (vers 1496–1499); titulaire (1499–1500)
- Jaime Serra i Cau (1500–1502)
- Giovanni Stefano Ferrero (1502–1505)
- Antonio Ferrero (1505–1508)
- René de Prie (1509–1511)
- Antonio Maria Ciocchi del Monte (1511–1514); in commendam (1514–1517)
- Francesco Conti (1517–1521)
- Marino Grimani (1528–1532)
- Esteban Gabriel Merino (1533–1534)
- John Fisher (1535)
- Gasparo Contarini (1535–1537)
- Giovanni Maria Ciocchi del Monte (1537–1542), élu pape sous le nom de Jules III
- Giovanni Girolamo Morone (1542–1549)
- Filiberto Ferrero (1549)
- Giovanni Ricci (1551–1566)
- Luigi Pisani (1566–1568)
- Luigi Cornaro (1568–1569)
- Gaspar Cervantes de Gaete (1570)
- Pierdonato Cesi (1570–1584)
- Costanzo da Sarnano (1587)
- Antonio Maria Sauli (1588–1591)
- Vacance (1591–1596)
- Titre supprimé en 1596
- Titre rétabli en 1880
- Andon Bedros IX Hassoun (1880–1884)
- Guglielmo Massaia (1884–1889)
- Albin Dunajewski (1891–1894)
- Vacance (1894–1902)
- Jan Puzyna de Kosielsko (1902–1911)
- Louis-Nazaire Bégin (1914–1925)
- Vicente Casanova y Marzol (1925–1930)
- Karel Kašpar (1935–1941)
- Manuel Arce y Ochotorena (1946–1948)
- Benjamín de Arriba y Castro (1953–1973)
- František Tomášek (1977–1992)
- Adam Joseph Maida (1994–)